# 王溫 (北魏)
王温（463年—528年），字桃湯，趙郡欒城县（今河北栾城西）人，中国南北朝北魏宦官。
高邑县令王冀之子。王冀因罪坐事被诛，王温与兄长王继叔连坐受刑为宦官。王温在宮中行事谨慎，魏孝文帝任命他为中謁者、小黄門。转任中黄門、鈎盾令，、中嘗食典御、中給事中，在东宫供职，加左中郎将。
延昌四年（515年），魏宣武帝驾崩，朝廷諸官到東宮迎皇太子元詡即位为魏孝明帝。王温将睡眠中的元詡叫起，与保母抱着他入朝即帝位。高陽王元雍掌握政权，警惕宦官結党，王温出任鉅鹿郡太守，加龍驤将軍。
灵太后臨朝称制，王温被召還洛陽，担任中常侍、光禄大夫，封欒城伯。受安東将軍，兼崇訓太僕少卿。后来外任使持節、散騎常侍、撫軍将軍、瀛州刺史，回到洛陽再任中侍中，進鎮東将軍、金紫光禄大夫。转任中侍中、車騎将軍、左光禄大夫、光祿勳卿。孝昌二年（526年），封欒城县開国侯。後来他说自己的原籍是陽平郡武陽县，改封武陽县開国侯。建義元年（528年），河阴之变时王温被殺害。享年六十六岁。永安初年，追贈驃騎大将軍、儀同三司、雍州刺史。
養子王冏哲嗣爵，北齐建国，爵位降格。

## 延伸阅读
[在维基数据编辑]
 《魏書·卷94》，出自魏收《魏书》